# Acompáñame a estar solo
«Acompáñame a estar solo» es una canción escrita por el cantautor guatemalteco Ricardo Arjona para su décimo álbum de estudio, Adentro de 2005. Fue producida por Arjona, Dan Warner, Lee Levin y Tommy Torres e interpretada por el primero.
La canción fue uno de los dos demos llamados "Las más pegajosas y oscuras canciones" que Arjona envió a Torres, y que él tenía antes de trabajar con Tommy en la producción "«Adentro», el otro demo era «Iluso». Torres trabajó fuertemente en ellos, finalmente acaparando la atención de Arjona.

## Antecedentes y composición
Adentro fue la primera vez en la que Arjona colaboró con Tommy Torres. Arjona comentó que fue "un álbum muy representativo y tremendamente completo", agregando que "tener diferentes productores lo hizo rico en posibilidades". Arjona probó nuevos sonidos en Adentro. Evan Gutiérrez de Allmusic consideró la instrumentación, presentación y toda la paleta general de sonido de ser "minimalista" y "sin pretensiones". "Acompáñame a estar solo" es una canción del género pop latino escrita por Arjona y producida por él mismo, Dan Warner, Lee Levin y el cantautor puertorriqueño Tommy Torres, quién también arregló la canción.
En una entrevista, el cantante comentó que él primero "probó" a Torres enviándole "Las más pegajosas y oscuras canciones" en el álbum, "Acompáñame a estar solo" e "Iluso". Torres dijo que él "se desvivió en el primer demo, contratando una banda completa que incluía una orquesta de cuerdas", que acapararon la atención de Arjona.

## Recibimiento
«Acompáñame a estar solo» fue lanzada como el primer sencillo del álbum el 25 de octubre de 2005, y se convirtió en el sexto éxito de Arjona en la lista de los diez mejores de la Cartelera de canciones Latinas (Billboard Latin Songs) alcanzando el puesto número 7. Se convirtió en su primer sencillo que no alcanzó el puesto número 1 en la tabla, después de «Desnuda», «Cuando» y «El problema». La canción fue nominada para Grabación del Año y Canción del Año en los Premios Grammy Latinos (Latin Grammy Awards) de 2006, perdiendo en las dos categorías por la canción de Shakira «La tortura».

## Video musical
El video musical de "Acompáñame a estar solo" fue grabado en dos días en la Ciudad de México. Fue lanzado en la moda blanco y negro, y es protagonizado por Arjona. En él, "el cantante es apreciado en un momento personal de introspección, haciendo actividades diarias acompañado por su ángel guardián, una dulce mujer." El video comienza con una vista panorámica de la Ciudad de México. Seguido, él es mostrado en medio de una solitaria calle cantando la letra de la canción así como interpretando la música en un piano de color negro. Luego, escenas de Arjona caminando a través de una calle oscura, y después entrando en una casa. Arjona descansa en una cama, junto a una mujer vestida de blanco. El video avanza mostrando a Arjona en diferentes escenas, acompañado en todas ellas por la ya mencionada mujer, quién actúa como su guardián. El video finaliza con el cantante sentado al piano, con la mujer recostada en su espalda.

## Lista de canciones
- Descarga digital

1. «Acompáñame a estar solo» — 4:31

## Clasificaciones
| Lista (2005-06)                    | Máxima Posición |
| ---------------------------------- | --------------- |
| Estados Unidos (Hot Latin Songs)   | 7               |
| Estados Unidos (Latin Pop Airplay) | 1               |

| Lista (2006)                 | Máxima Posición |
| ---------------------------- | --------------- |
| US Billboard Latin Pop Songs | 16              |

## Historial de versiones
| País           | Fecha                 | Formato           | Editorial            |
| -------------- | --------------------- | ----------------- | -------------------- |
| Estados Unidos | 25 de octubre de 2005 | Descaraga Digital | Sony BMG Music Latin |
| Canadá         | 25 de octubre de 2005 | Descaraga Digital | Sony BMG Music Latin |
| México         | 25 de octubre de 2005 | Descaraga Digital | Sony BMG Music Latin |